# Mon-El
 (novembre 2017).
Si vous disposez d'ouvrages ou d'articles de référence ou si vous connaissez des sites web de qualité traitant du thème abordé ici, merci de compléter l'article en donnant les références utiles à sa vérifiabilité et en les liant à la section « Notes et références ».
Lar Gand, aussi connu sous le nom de Mon-El est un personnage de DC Comics et associé à la Légion des Super-Héros.

## Biographie
Lar Gand est apparu pour la première fois dans Superboy #89 et fut créé par Robert Bernstein et George Papp.

### Halk Kar
Un précurseur du personnage de Lar Gand est apparu dans l'histoire « le grand frère de Superman », dans Superman n°80 (février 1953). Il a été nommé Halk Kar, et avait un costume sans logo presque identique à celui de Superman, mais avec les couleurs rouge et bleu inversées. Il a été créé par Otto Binder et l'artiste Al Plastino.
Dans l'histoire, Halk Kar atterrit sur Terre dans un vaisseau et est sauvé par Superman, qui découvre que Halk Kar souffre d'amnésie. Découvrant que Halk Kar a une note de Jor-El (père de Superman) mentionnant son fils, Superman suppose que Halk Kar doit non seulement être de sa propre planète Krypton, mais il doit être un fils de Jor-El et donc aussi son plus vieux frère.
Superman réalise rapidement que Halk Kar est moins puissant qu'il ne l'est et, au lieu de le mettre dans l'embarras du fait qu'il est plus faible que son frère cadet, opte pour utiliser ses propres pouvoirs pour compenser les carences de Halk Kar. Ce plan échoue, car Halk Kar commence à avoir une attitude de supériorité envers Superman et commence même à faire des projets romantiques avec la petite amie de Superman, Lois Lane.
Enfin, Halk Kar récupère sa mémoire et explique qu'il est de la planète Thoron, qui est dans le même système stellaire que Krypton. Il y a des années, lors d'un voyage pionnier dans l'espace, il a atterri sur Krypton avec son vaisseau endommagé. Là, il a rencontré Jor-El, qui a expliqué que la destruction de Krypton était imminente et réparé le vaisseau de Halk Kar, l'envoyant avec la note qui contenait une carte de Kripton vers la Terre. Krypton a explosé  peu de temps après, ce qui a amené Halk Kar à être mis en état de vie suspendue jusqu'à ce qu'il se dirige vers la Terre pour rencontrer Superman, le fils adulte de Jor-El mentionné dans la note. Halk Kar retourne à Thoron dans sa fusée réparée, laissant Superman avec l'expérience de brièvement avoir eu un frère.

### Mon-El
L'intrigue de Halk Kar a été réutilisée dans Superboy #89 (juin 1961), dans une histoire organisée lors de la carrière de Superman en tant que Superboy, qui a simplement négligé l'histoire décrite dans l'original (une pratique commune à l'époque). Le nom du personnage a été changé en Lar Gand, son monde domestique a été changé en Daxam, et il a été rendu plus jeune pour correspondre à l'âge de Superboy. Il était un explorateur qui avait atterri sur Krypton, où Jor-El l'a averti de la destruction imminente de la planète et lui a donné une carte de la Terre. Il a souffert d'amnésie à l'atterrissage sur terre, où il a rencontré Superboy. Comme il a gagné des pouvoirs comme Superboy, le héros a conclu qu'il était un frère longtemps perdu, et l'a nommé Mon-El: "Mon" parce qu'il a atterri sur Terre un lundi et "El" pour le nom de famille Kryptonien de Superboy. Il a adopté une identité secrète humaine (Modèle:Bob Cobb) pour s'intégrer dans la ville natale de Superboy, Smallville.
Cependant, le personnage a démontré qu'il était immunisé contre la kryptonite, qui est toxique par radioactivité pour tous les Kryptoniens. Croyant que Mon-El l'avait trompé, Superboy essaie de le tromper également avec un faux météorite de kryptonite en plomb, ce qui devient la faiblesse de Mon-El. En outre, l'exposition au plomb est irréversiblement fatale pour les Daxamites, ce que Mon-El explique, après avoir retrouvé sa mémoire. Culpabilisé par l'intoxication par inadvertance, Superboy sauve sa vie en l'envoyant dans la Zone fantôme extradimensionnelle, où il pourrait observer les choses dans le monde extérieur, mais, comme un fantôme, ne vieillirait pas, et de ce fait son empoisonnement au plomb ne progresserait pas.
Cela prévoyait un moyen d'utiliser le personnage dans des histoires contemporaines du 30e siècle avec la Légion des Super-Héros. Dans ces histoires, le membre de la Légion, Saturn Girl, crée un antidote temporaire contre son empoisonnement au plomb, lui permettant de sortir de la Zone Fantôme pendant de longues périodes. Il est considéré comme un légionnaire honoraire. Brainiac 5 crée plus tard un antidote à long terme (qui nécessite toujours une ingestion périodique), et il devient membre à part entière. Au cours de sa longue carrière, il est décrit comme l'un des trois membres les plus puissants de Legion avec Superboy et Ultra Boy, et est présenté deux fois en tant que leader. Mon-El semble mourir après avoir omis de prendre une dose de sérum anti-plomb de Brainiac 5 en temps opportun. Eltro Gand, un descendant éloigné de son frère aîné, a sacrifié sa force de vie pour redonner vie à Mon-El. Après une longue relation amoureuse, lui et son compagnon légionnaire Shadow Lass deviennent mari et femme.
En 1985, la relance de l'univers DC Comics  Crisis on Infinite Earths a supprimé les aventures de Superman comme "Superboy" de l'histoire du personnage. L'histoire du personnage de Mon-El est demeurée inchangée, mais sa rencontre avec Superboy a eu lieu dans un «univers de poche» créé par Time Trapper, un être mystérieux vivant à la fin des temps.
Sévèrement blessé et dépendant de l'équipement de maintien vie pendant une bataille avec le Modèle:Time Trapper intervenant après la mort de Superboy, Mon-El meurt pendant les guerres magiques qui détruit une grande partie de la technologie dans les planètes unies. Le Time Trapper le rescucite plus tard, dans l'espoir d'utiliser son corps pour préserver sa propre vitalité décroissante, mais Mon-El le tue pour empêcher le trappeur de manipuler des événements tout au long de l'histoire. Cela efface l'univers de poche de Superboy de la réalité et modifie le chronologie. Le rôle et les pouvoirs du Time Trapper sont réutilisés dans un passé différent par Modèle:Glorith ou Lar Gand devient "Valor".

## Interprétations
- Chris Wood (acteur) a interprété Mon-El dans la série télévisée Supergirl[4]. Dans cette version, Mon-El est son vrai nom. Après son arrivée sur terre, il se réveille d'un coma dans "The Last Children of Krypton" et attaque Supergirl. Ils continuent d'être hostiles l'un envers l'autre en raison d'une vieille querelle entre les Kryptoniens et les Daxamites basée sur la désapprobation des Kryptoniens des pratiques de l'esclavage sur Daxam. Supergirl lui révèle avec sympathie le destin de sa planète, sa maison a été gravement endommagée par la destruction de Krypton. Le D.E.O. place alors Mon-El sous la garde de Supergirl, et elle l'aide à s'intégrer dans la société tout en essayant de lui faire utiliser ses pouvoirs pour le bien, comme elle le fait. Il adopte le nom «Mike Matthews» et finit par devenir un barman dans un bar alien. À l'origine, Mon-El a prétendu qu'il était le garde du corps du prince Daxamite, mais après avoir établi une relation avec Supergirl, la famille royale de Daxam vient le chercher sur Terre. Au cours de l'affrontement, il se révèle être le prince lui-même.

Au cours de la conclusion de l'épisode "Exodus", les parents de Mon-El apparaissent. Dans "Star-Crossed", le père de Mon-El (représenté par Kevin Sorbo) se révèle être nommé Lar Gand, lui et sa femme Rhea (représentée par Teri Hatcher) sont les monarques de Daxam et ils sont venus sur Terre pour récupérer Mon-El, afin qu'il les aide à recréer leur royaume et à revitaliser leur planète, avec Mon-El comme figure de proue. Mon-El retourne à contrecœur dans sa famille en raison des machinations de sa mère dans "Distant Sun". Cependant, en voyant l'influence que Supergirl a eu sur Mon-El, Lar Gand permet à son fils de retourner sur Terre. Lorsque Rhea l'apprend elle frappe et tue Lar Gand, croyant qu'il l'a trahie, elle et son peuple avec faiblesse. Elle promet de réclamer son fils, disant qu'elle n'en a pas fini avec la Terre. Dans l'épisode 20 de la saison 2, Mon-El confronte sa mère, il lui pose la question à propos de la mort de son père. Il voit alors les vaisseaux spatiaux qui arrivent avec les autres Daxamites pour envahir la Terre. Lena Luthor a un dernier moyen pour amener tous les Daxamites à quitter la Terre, réinitialiser la machine de son frère qui peut inonder l'atmosphère terrestre avec des traces d'une substance de Kryptonite à Lead (du plomb) rendant la Terre inhabitable pour les Daxamites. Kara dit à Mon-El qu'elle l'aime avant qu'il ne pénètre dans son vaisseau spatial vers l'espace, où un portail s'ouvre devant lui.